# Julius Fürst
Julius Fürst (pron. fʏɐ̯st) (Żerków, 12 maggio 1805 – Lipsia, 9 febbraio 1873) è stato un orientalista tedesco di religione ebraica.
Fürst era un eminente studioso di lingue e letterature semitiche. Nei suoi anni come professore nel dipartimento di lingue e letterature orientali all'Università di Lipsia (1864-1873), scrisse molte opere di storia letteraria e linguistica.

## Biografia
Fin dalla tenera età, Fürst dimostrò un notevole interesse per lo studio della letteratura ebraica, delle scritture dell'Antico Testamento e delle lingue orientali. Nel 1825, dopo aver studiato a Berlino con Hegel e Neander, frequentò un corso di teologia ebraica a Posen. Nel 1829, dopo aver abbandonato l'ortodossia ebraica, andò a Breslavia e nel 1831 a Halle. Qui si laureò in lingue orientali e teologia con Gesenius nel 1832.
Nel 1833 divenne giornalista a Lipsia e in seguito ottenne una libera docenza (Privatdozent) all'Università di Lipsia (dove tenne corsi di aramaico biblico, siriaco, grammatica e letteratura ebraica, esegesi biblica, etc.). Nel 1864 fu promosso professore di lingue e letterature orientali. Ricoprì questo incarico fino alla morte e durante il suo mandato fu eletto membro di molte società scientifiche.
A Lipsia divenne amico e del professore e studioso luterano, Franz Delitsch, con il quale collaborò spesso.
Fürst fu caporedattore del periodico Der Orient (Lipsia, 1840-1851), dedicato allo studio scientifico della lingua, della letteratura e della storia ebraiche.

## Opere
- Lehrgebäude der aramaischen Idiome (“A system for Aramic dialects,” 1835)
- Concordantiae librorum Sacrorum veteris Testamenti Hebraicae et Chaldaicae (1837–40)
- Kultur and Literaturgeschichte der Juden in Asien (“Cultural and literary history of Jews in Asia,” 1849)
- Hebräisches und Chaldäisches Handwörterbuch (“Portable dictionary for Hebrew and Chaldaic,” 1851-61)
- Geschichte des Karäerthums (1862–65)
- (DE) Julius Fürst, Bibliotheca Judaica, vol. 1, New, Leipzig, Wilhelm Engelmann, 1863.
- (DE) Julius Fürst, Bibliotheca Judaica, vol. 2, New, Leipzig, Wilhelm Engelmann, 1863.
- (DE) Julius Fürst, Bibliotheca Judaica, vol. 3, New, Leipzig, Wilhelm Engelmann, 1863.
- Geschichte der biblischen Litteratur und des jüdisch-hellenistischen Schrifttums (“History of Biblical literature and Jewish-Hellenic writings,” 1867-70)